# Chiesa di San Domenico (Ferrara)
La chiesa di San Domenico di Ferrara si trova in piazza Sacrati 10. A causa del terremoto dell'Emilia del 2012 non è agibile. Il 3 maggio 2018, infatti, è parzialmente crollato il tetto, fortunatamente senza alcun ferito.

## Storia

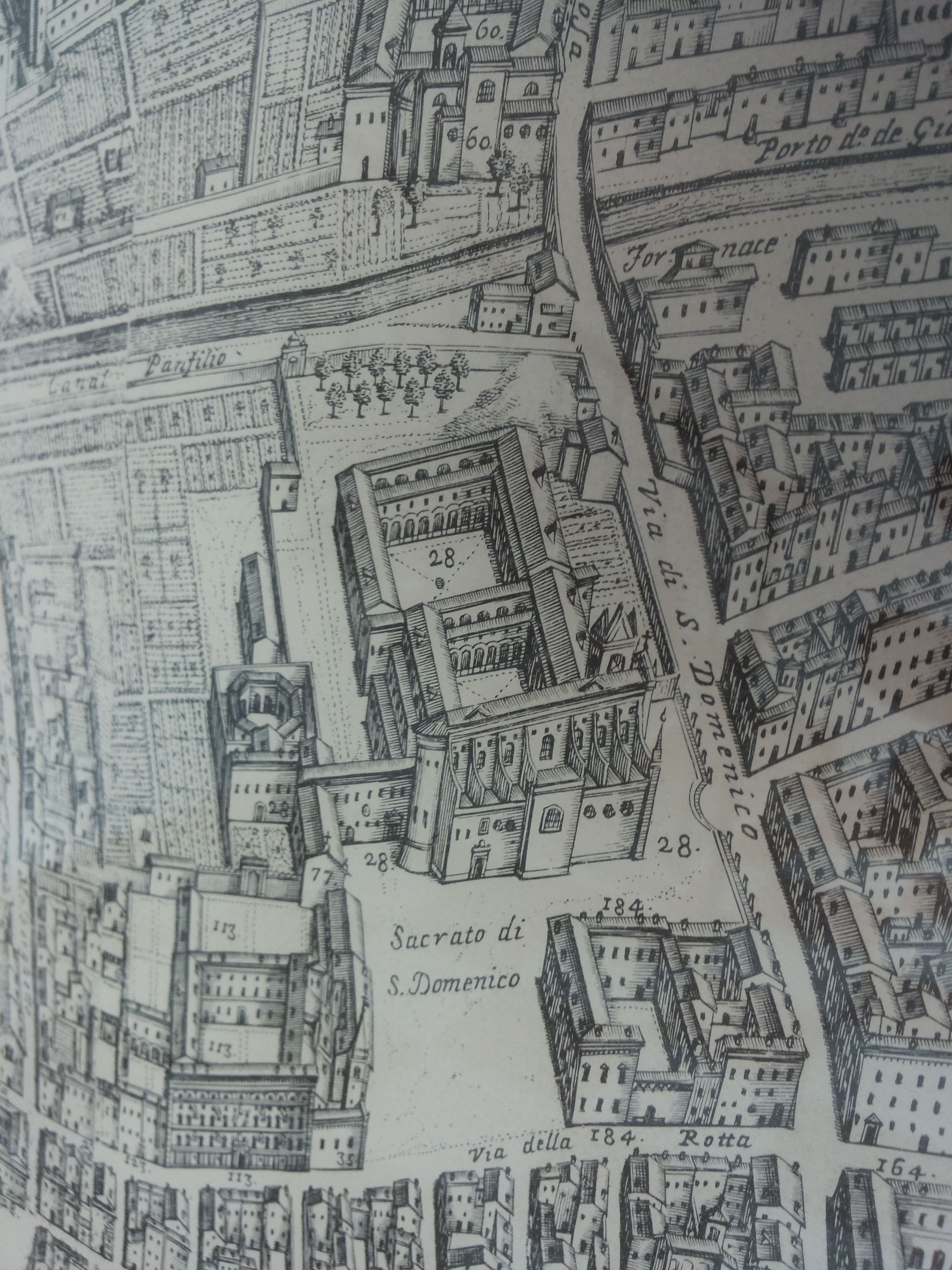
La chiesa e il convento di S. Domenico con annesso il Tribunale dell'Inquisizione nel 1747

La costruzione nelle forme attuali risale al 1726 ad opera dell'architetto Vincenzo Santini, sul sito di una chiesa più antica eretta nel 1274, della quale restano il campanile, XIII secolo e la cappella Canani XV secolo che fu l'antica struttura absidale. Nei pressi dell'abside attuale si trovano le Crocette di San Domenico, XIII secolo, che furono sede dell'Università degli Studi di Ferrara, della Corporazione degli Artisti e Medici dal 1397, poi delle lettere, delle scienze naturali, di medicina, di astronomia e matematica. In San Domenico aveva sede il Tribunale dell'Inquisizione e qui si tenevano le procedure giudiziarie, le condanne e spesso le esecuzioni.

### Convento di San Domenico
Sino al 1924 accanto alla chiesa, come è ben visibile nella Pianta ed alzato della città di Ferrara di Andrea Bolzoni del 1747, sorgeva un convento. Il convento domenicano era molto esteso e nel XX secolo venne quasi completamente demolito. Dall'antico primo chiostro venne ricavata la caserma del Littorio mentre il secondo chiostro fu completamente abbattuto per lasciar posto al palazzo delle Poste.

## Descrizione

### Esterni

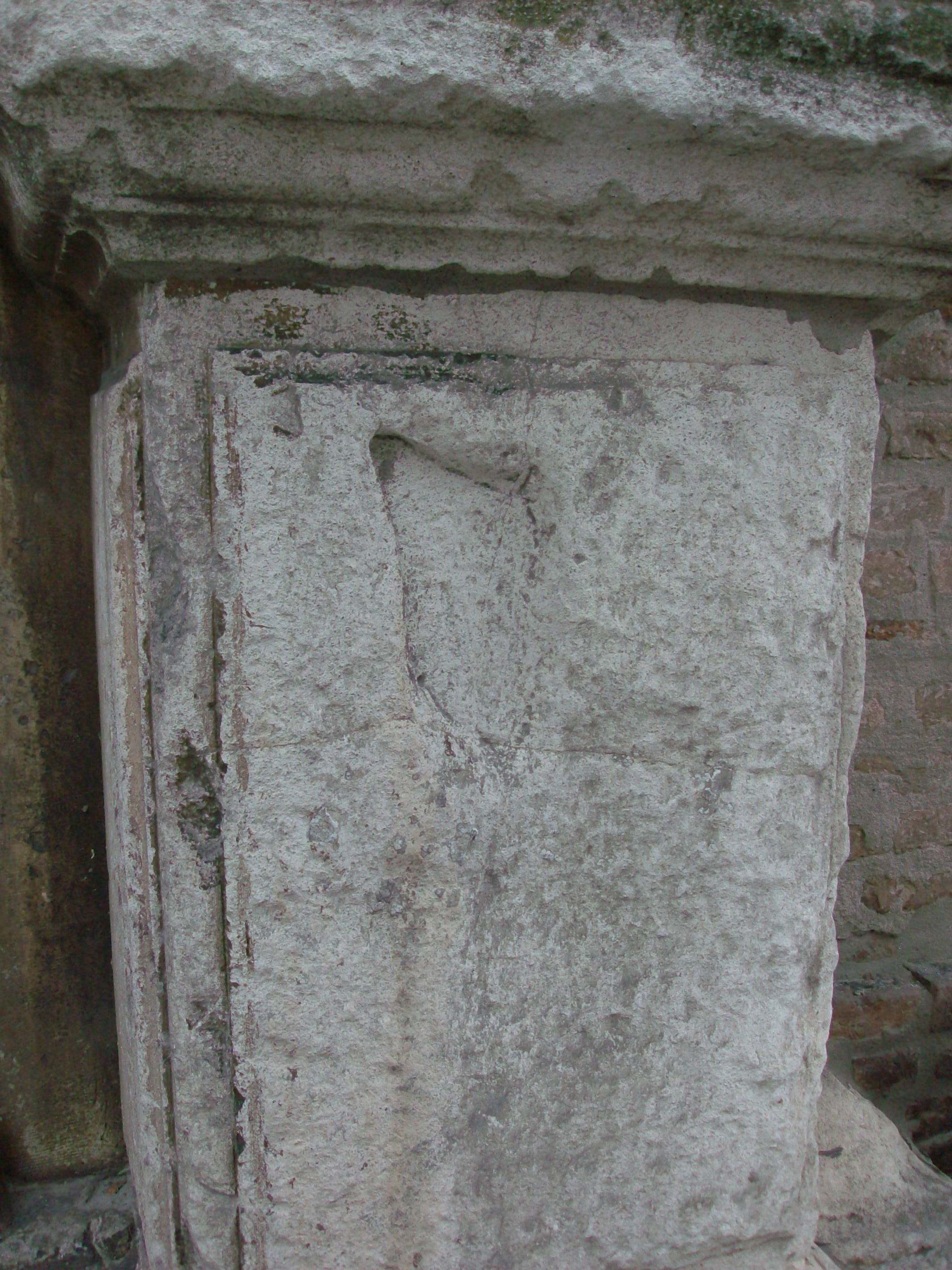
Impronta del diavolo nel portale laterale della chiesa di S. Domenico

L'imponente facciata della chiesa è un raro esempio di architettura barocca locale. Realizzata in cotto è suddivisa in due ordini scanditi da lesene di ordine corinzio, separati da un alto marcapiano e sormontati da un timpano triangolare. Il portale centrale e quelli laterali sono decorati con ricchi ornamenti lapidei, le nicchie, due per ogni ordine, ospitano sculture di santi domenicani realizzate da Andrea Ferreri nel 1722. Al centro dell'ordine superiore si apre un'ampia finestra balconata.

### Interni
L'interno è ad una navata con cinque cappelle per ogni lato, presbiterio e coro. Le volte laterali ed i pennacchi sono affrescati da Giuseppe Filippi e Gerolamo Gregori. Nelle cappelle si trovano numerosi dipinti, tra i quali, opere dello Scarsellino, Carlo Bononi, Francesco Pellegrini, Gaetano Gandolfi, Giuseppe Avanzi, Francesco Parolini Ghirardoni. L'altare maggiore realizzato in marmi pregiati è del veronese Pietro Puttini. Notevole è il coro ligneo di Giovanni da Baiso, che risale al 1384 ed è, insieme a quello della Basilica di San Pellegrino Laziosi, a Forlì, uno dei più antichi della regione. Nella quinta cappella di sinistra è conservato l'affresco che raffigura la Madonna della Speranza, XIV secolo esistente nella chiesa primitiva
Nella duecentesca cappella Canani si trova il monumento funebre del medico anatomico Gian Battista Canani, mentre nel pavimento della navata sono inserite lastre tombali del XVIII secolo di altri illustri cittadini ferraresi.

## Leggenda del mago Chiozzino e del suo patto col diavolo
Secondo una diffusa leggenda locale, il demonio lasciò impressa la sua impronta caprina nella pietra del portale laterale poiché qui furono condannati alcuni suoi protetti, ma si racconta anche una storia legata al mago Chiozzino. L'ingegnere idraulico Bartolomeo Chiozzi, realmente esistito, si dice che avesse stretto un patto col diavolo e che, per rompere tale patto avesse chiesto l'aiuto dei padri domenicani della chiesa. Il Chiozzi, soprannominato mago Chiozzino, riuscì a salvarsi, mentre il demonio, per rabbia, lasciò una sua impronta caprina sull'ingresso laterale della chiesa.